# لنگان (اردبیل)
لنگان یک روستا در ایران است که در دهستان اجارود غربی واقع شده‌است.